# RRI Energy Plaza
Le RRI Energy Plaza appelé aussi Reliant Energy Plaza ou 1000 Main est gratte-ciel de bureaux de 158 mètres de hauteur, en se basant sur la hauteur du toit, construit à Houston au Texas de 2001 à 2003.
La surface de plancher de l'immeuble est de 130 063 m2 desservi par 20 ascenseurs.
La nuit l'immeuble est illuminé par des lumières de différentes couleurs.
Au 10e et 11e étages il y a une salle de marché.
L'architecte est l'agence Gensler.